# Peter Jager
Peter Jager (Amsterdam, 25 november 1957) is een Nederlands voormalig voetballer die uitkwam voor AFC Ajax. Hij speelde als keeper.
De Jager speelde vanaf zijn negende in de jeugd van Ajax kwam. In het seizoen 1980/81 werd hij verhuurd aan FC Den Haag. Hierna vond hij geen profclub meer en speelde hij bij AZS. In het seizoen 1985/86 was hij resevedoelman bij AZ '67 waarvoor hij eenmaal in actie kwam. Hierna keerde hij terug bij AZS.

## Carrièrestatistieken
| Seizoen         | Club            | Land            | Competitie      | Competitie | Competitie | Beker | Beker | Internationaal | Internationaal | Overig | Overig | Totaal | Totaal |
| Seizoen         | Club            | Land            | Competitie      | Wed.       | Dlp.       | Wed.  | Dlp.  | Wed.           | Dlp.           | Wed.   | Dlp.   | Wed.   | Dlp.   |
| --------------- | --------------- | --------------- | --------------- | ---------- | ---------- | ----- | ----- | -------------- | -------------- | ------ | ------ | ------ | ------ |
| 1977/78         | AFC Ajax        | Nederland       | Eredivisie      | 10         | 0          | 0     | 0     | –              | –              | –      | –      | 10     | 0      |
| 1978/79         | Ajax            | Nederland       | Eredivisie      | 12         | 0          | 0*    | 0     | –              | –              | –      | –      | 12     | 0      |
| 1979/80         | Ajax            | Nederland       | Eredivisie      | 2          | 0          | 0     | 0     | –              | –              | –      | –      | 2      | 0      |
| Carrière totaal | Carrière totaal | Carrière totaal | Carrière totaal | 24         | 0          | 0     | 0     | 0              | 0              | 0      | 0      | 24     | 0      |